# Irreplaceable
"Irreplaceable"은 미국 여가수 비욘세 놀스의 두 번째 정규 앨범 B'Day의 3번째 싱글이다. 빌보드 핫 100, 10주 1위와 에어 청취자 2억 3천만 명, 빌보드 차트 16개 부문 1위 등 여러 가지 기록을 남겼다.
2008년 그래미 시상식 레코드 오브 이얼 에 유력한 수상 후보로 지목 받았지만, 시상은 하지 못했다. (에이미 와인하우스가 수상)
스타 게이트의 곡으로 이 곡이 성공한 뒤로 니콜 쉐르징거의 "Baby Love", 리애나의 "Take a Bow", "Hate That I Love You" 등 비슷한 분위기의 곡들이 빌보드 싱글 차트에서 인기를 끌었다.

## 차트
- 빌보드 핫 100 1위
- ARIA 차트 1위
- 핫 댄스 클럽 송 (빌보드) 1위
- 핫 알앤비/힙-합 송 (빌보드) 1위

| 빌보드 핫 100 1위 싱글                        |                                  |                              |
| 이전                                          | 2006년 12월 16일―2007년 2월 17일 | 다음                         |
| "I Wanna Love You"의 에이콘 featuring 스눕 독 | 2006년 12월 16일―2007년 2월 17일 | "Say It Right"의 넬리 퍼타도 |
|                                               |                                  |                              |
|                                               |                                  |                              |

| 오스트레일리아 ARIA 싱글 차트 1위 싱글 |                                  |                                    |
| 이전                                   | 2006년 12월 31일–2007년 1월 20일 | 다음                               |
| "Night of My Life"의 데미안 리스       | 2006년 12월 31일–2007년 1월 20일 | "Light Surrounding You"의 에바모어 |
|                                        |                                  |                                    |
|                                        |                                  |                                    |